# Tyrreense talen
De Tyrreense of Tyrseense talen zijn een hypothetische uitgestorven taalgroep met als belangrijkste vertegenwoordiger het Etruskisch en daarnaast de talen Raetisch, uit de Alpen, en Lemnisch, bekend van het eiland Lemnos in de Egeïsche Zee.
De groep is genoemd naar de Tyrrheniërs of Tyrseniërs, een volk waar in de Oudheid verschillende Griekse auteurs over hebben geschreven. Vooral bij auteurs in de latere Oudheid werd dit volk geïdentificeerd met de Etrusken. De relatie tussen de Etrusken en de verschillende volken die in het oostelijke Middellandse Zeegebied zijn opgetreden is echter onzeker, evenals de vraag in hoeverre de talen Raetisch en Etruskisch daadwerkelijk verwant waren, aangezien de kennis van het Raetisch erg beperkt is.
In Griekenland zijn de talen rond 300 v Chr. uitgestorven, in Italië in 100 na Chr.

## Ruimere verwantschappen
Mogelijk kan deze taalgroep deel uitmaken van een grotere groep, met de Minoïsche talen. 
Een relatie met Anatolische talen valt ook niet uit te sluiten.
Wanneer de relatie met de Aegeïsche taalgroep (waaronder het Lineair-A (ofwel Minoïsch) klopt, dan spreidt het gebied van de talen zich uit van Griekenland over Italië tot de Alpen. Dit strookt ook met de stellingen van onder andere Herodotus, die de Etrusken uit Klein-Azië laat komen, en met het feit dat in Anatolië plaquettes zijn gevonden van het Minoïsch.
Talen uit de taalgroep zijn:
- Etruskisch
- Rhaetisch
- Lemnisch